# Klan Anderson
Anderson – szkockie nazwisko i nazwa klanu.
Nazwisko w pierwotnej wersji MacAndrew pochodzi od galickiego  Mac Ghille Aindrais  – sługa św. Andrzeja. Niewielki klan pierwotnie osiadły w Badenoch, w północnej Szkocji, gdzie należał do konfederacji klanu Chattan. Od k. XVI w. liczniejsi w Szkocji nizinnej, przyjęli zanglicyzowaną formę nazwiska Anderson.

## Literatura
Thomas Innes of Learney: The Tartans of The Clans and Families of Scotland, W. & A.K. Johnston Limited, Edinburgh & London, 1938.